# 围绕隙蛛
围绕隙蛛（学名：Coelotes cinctus）为暗蛛科隙蛛属的动物。在中国大陆，分布于辽宁等地。该物种的模式产地在辽宁丹东、大连。